# Großsteingräber bei Masendorf
Die Großsteingräber bei Masendorf waren vier Grabanlagen der jungsteinzeitlichen Trichterbecherkultur nahe dem zu Uelzen gehörenden Ortsteil Masendorf im Landkreis Uelzen (Niedersachsen). Die Gräber wurden erstmals 1846 von Georg Otto Carl von Estorff beschrieben. Eines der Gräber existierte bereits zu dieser Zeit nicht mehr, zwei weitere wurden in der zweiten Hälfte des 19. Jahrhunderts zerstört. Das erhaltene Grab 1 trägt die Sprockhoff-Nummer 778, die zerstörten Gräber 2 und 3 die Nummern 779 und 780.

## Lage
Grab 1 liegt in recht gerader Linie nördlich von Masendorf und östlich des Emmendorfer Ortsteils Heitbrack in einem Waldstück. Etwa 1,7 km südsüdöstlich hiervon und 500 m nördlich von Masendorf lagen, nur 170 m voneinander entfernt, die Gräber 2 und 3. Das vierte, bereits im frühen 19. Jahrhundert zerstörte Grab lag am östlichen Ortsrand von Masendorf.

## Beschreibung

### Das erhaltene Grab 1
Die Anlage besitzt ein schlecht erhaltenes, nordnordwest-südsüdöstlich orientiertes Hünenbett, das bei der Aufnahme durch von Estorff noch eine Länge von 47 m aufwies. Ernst Sprockhoff konnte für die Hügelschüttung und die steinerne Umfassung noch eine Länge von 30 m und eine Breite von 5 m feststellen. Er führte das auf die teilweise Zerstörung der Anlage bei der Anlage eines Waldwegs zurück, wofür ein einzelner, nördlich des Weges stehender Stein ein Indiz darstellt. Die steinerne Umfassung ist sehr unvollständig erhalten. Sie besitzt an der westlichen Langseite noch acht Steine und an der östlichen noch sieben oder acht. Die meisten Steine stehen nicht mehr in situ. Vier Steine innerhalb der Umfassung markieren die östliche Langseite einer Grabkammer.

### Das zerstörte Grab 2

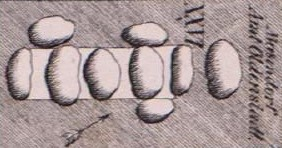
Grab 2 nach von Estorff

Grab 2 besaß eine nordost-südwestlich orientierte Grabkammer. Es wies bereits bei der Aufnahme durch von Estorff größere Schäden auf. Noch in situ standen damals die beiden Abschlusssteine, die beiden an den nordöstlichen Abschlussstein angrenzenden Wandsteine der Langseiten sowie der südwestliche Wandstein der nordwestlichen Langseite. Vier Decksteine waren noch vorhanden, von denen drei ins Innere der Kammer gestürzt waren. Ein vierter lag verschleppt nordöstlich außerhalb der Kammer.

### Das zerstörte Grab 3

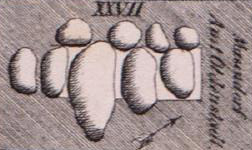
Grab 3 nach von Estorff

Grab 3 war nordost-südwestlich orientiert. Die Grabkammer besaß bei von Estorffs Aufnahme noch vier Wandsteine der nordwestlichen Langseite und den südwestlichen Abschlussstein in situ. Alle anderen Wandsteine fehlten bereits. Vier Decksteine waren ins Innere der Kammer gestürzt. Einer von ihnen hatte deutlich größere Ausmaße als die anderen.

### Das zerstörte Grab 4
Grab 4 war in den 1840er Jahren bereits zerstört und konnte deshalb durch von Estorff nicht näher beschrieben werden. Über Ausrichtung, Maße und Grabtyp liegen keine Informationen vor. Aus der Kartensignatur geht lediglich hervor, dass es ein rechteckiges Hünenbett besessen hatte.